# Звонарьов Кут
Звонарьов Кут (рос. Звонарёв Кут) — село у Азовському німецькому національному районі Омської області Російської Федерації.
Належить до муніципального утворення Звонарьовокутське сільське поселення. Населення становить 1273 особи.

## Історія
Згідно із законом від 30 липня 2004 року органом місцевого самоврядування є Звонарьовокутське сільське поселення.

## Населення
| 1913  | 1920 | 1926 | 1939  | 1989  | 2002  | 2003  |
| ----- | ---- | ---- | ----- | ----- | ----- | ----- |
| 340   | ↗838 | ↘625 | ↗1030 | ↗1219 | ↗1242 | ↗1247 |
| 2010  |      |      |       |       |       |       |
| ↗1273 |      |      |       |       |       |       |